# Leiopelma pakeka
Leiopelma pakeka es un anuro primitivo de Nueva Zelanda perteneciente a la familia Leiopelmatidae.
Aunque esta especie difiere en algunos aspectos morfológicos con Leiopelma hamiltoni, estudios genéticos recientes sugieren que estas diferencias son solo superficiales. Esto crea dudas sobre la validez de considerar a Leiopelma pakeka como una especie separada.
Como otras especies de este género, parecen no vocalizar para atraer a las posibles parejas. En su lugar, se comunican mediante feromonas.
Al principio del año 2006, individuos de esta especies fueron liberados en un lugar libre de posibles depredadores (Santuario Karori). Se liberaron también 30 individuos fuera de la zona protegida para comparar su supervivencia. En febrero de 2008, dentro del santuario se contabilizaron 13 ranitas recién metamorfoseadas en la espalda de sus presuntos padres indicado el éxito reproductivo.
Está clasificada como amenazada en el sistema de Clasificación de Nueva Zelanda.

## Distribución
Esta especie es endémica de la Isla de Maud de Nueva Zelanda. Y se ha introducido en la Isla Motuara.

## Publicación original
- Bell, Daugherty & Hay, 1998: Leiopelma pakeka, n. sp. (Anura: Leiopelmatidae), a cryptic species of frog from Maud Island, New Zealand, and a reassessment of the conservation status of L. hamiltoni from Stephens Island. Journal of the Royal Society of New Zealand, vol. 28, p.39-54 (texto íntegro (enlace roto disponible en Internet Archive; véase el historial, la primera versión y la última).).

## Otras referencias
- Mattison, Chris (1992). Frogs & Toads of the World. Londres: Blandford. ISBN 0-7137-2355-6.